# Metaphidippus fimbriatus
Metaphidippus fimbriatus là một loài nhện trong họ Salticidae.
Loài này thuộc chi Metaphidippus. Metaphidippus fimbriatus được Frederick Octavius Pickard-Cambridge miêu tả năm 1901.